# Sorex vagrans
Sorex vagrans är en däggdjursart som beskrevs av Baird 1857. Sorex vagrans ingår i släktet Sorex och familjen näbbmöss. IUCN kategoriserar arten globalt som livskraftig.

## Utseende
Arten når en absolut längd av 85 till 126 mm, inklusive en 32 till 58 mm lång svans. Vikten varierar mellan 4 och 10 g, oftast 5 till 8 g. Sorex vagrans har 9 till 15 mm långa bakfötter och 4 till 10 mm långa öron. På ovansidan förekommer grå till mörkbrun päls och hos populationer nära kusten kan den vara svartaktig. Undersidan är täckt av ljusgrå, ljusbrun eller vit päls. Svansen är uppdelad i en brun ovansida och en vit undersida. Gränsen mellan båda färgen är hos vuxna exemplar inte lika tydlig som hos Sorex trowbridgii. För att artbestämma individer behövs jämförelser av skallens, tändernas och fotsulornas konstruktion.

## Utbredning, habitat och ekologi
Denna näbbmus förekommer i västra Nordamerika från centrala Kalifornien till södra Alberta och södra British Columbia (Kanada). Arten vistas ofta nära vattenansamlingar eller i fuktiga skogar. Den bygger sin bo av gräs och äter främst insekter och deras larver samt daggmaskar. Kanske ingår även mindre groddjur i födan. Individerna håller ingen vinterdvala. De kan vara aktiva på dagen och på natten beroende på årstid.
Sorex vagrans lever vanligen i låglandet men den hittas ibland vid 2130 meter över havet. Den har bra förmåga att klättra i växtligheten och den använder svansen för att hålla balansen samt i viss mån som gripverktyg. Fortplantningstiden sträcker sig från mars eller april till augusti eller september och honor kan ha upp till tre kullar per år. Dräktigheten varar cirka 20 dagar och sedan föds 1 till 9 ungar, oftast 4 till 6. Kort efter födelsen parar sig honan igen. Ungarna är i början nakna och nästan blinda. Ögonen öppnas helt vid början av tredje levnadsveckan och modern slutar med digivning vid slutet av tredje veckan. Fem veckor efter födelsen lämnar ungarna honans näste. Vissa honor som föds under våren kan ha en egen kull under sensommaren. Unga hannar parar sig efter första vintern.
Liksom flera andra näbbmöss har Sorex vagrans en kroppslukt som är avskräckande för de flesta fiender. Arten faller bara offer för ugglor och ormar samt i sällsynta fall för rödlo och tamkatt. De flesta individer lever 6 till 7 månader. Några exemplar lever 16 till 17 månader och enskilda individer blev 24 till 26 månader gamla.
Individerna är främst aggressiva mot varandra som ungdjur utanför parningstiden.

## Underarter
Arten delas in i följande underarter:
- S. v. halicoetes
- S. v. paludivagus
- S. v. vagrans